# Toljatti
Toljatti (russisk: Тольятти, tr. Toljatti; translitterationen Togliatti ses også, frem til 1964 russisk: Ставрополь, tr. Stavropol) er en by i Samara oblast i den centrale del af Den Russiske Føderation ved floden Volga. Byen er adminstrativt center i Stavropolskij rajon og har 667.956 (2024) indbyggere.

## Geografi
Toljatti er beliggende ca. 975 km østsydøst for Moskva, ligger på Volga-flodens venstre bred, 70 km opstrøms fra Samara. Byen ligger på steppeplateauet på venstre bred af Kujbysjevskojereservoiret. Den samlede længde af rajonen (Stavropolskij rajon) er 149 km og grænser op til Samara rajon. Byen strækker sig 50 km langs Volgas bredder og 20 km øst-vest. Nord for byen ligger Sokolojhøjene og mod syd og øst breder de vidststrakte stepper sig helt til Kina. Med en afstand på kun 72,2 km til Samara udgør de to byer et samlet storbyområde med omkring 2,5 millioner indbyggere.

### Klima
Toljatti har tempereret fastlandsklima (januar – 12 °C, juli + 21 °C) i et ret tørt område på grænsen til de store steppeområder.

## Historie
Toljatti blev grundlagt i 20. juni 1737  som fort med navnet Stavropol ved Volga af den russiske politiker Vasilij Tatishjev. Under bygningen af Volga Hydrolektriske Dæmning i 1950'erne, som fremstiller vedvarende energi, blev de ældre bydele oversvømmet og en helt ny by blev bygget og fik i 1964 navnet Toljatti (efter lederen af Partito Comunista Italiano Palmiro Togliatti).

### Befolkningsudvikling
| År   | Indbyggere |
| ---- | ---------- |
| 1897 | 5.969      |
| 1959 | 61.281     |
| 1970 | 250.853    |
| 1979 | 502.036    |
| 1989 | 630.543    |
| 2002 | 702.879    |
| 2010 | 719.632    |

Note: Data fra folketællinger

## Administrativ inddeling
Toljatti består af tre bydistrikter:
- Avtozavodski også kaldet Novy Gorod (Nye by) – den mest moderne, oprindelig designet til at huse VAZ (Lada) arbejderne.
- Tsentralny også kaldet Stary Gorod (Gamle by) – huser byadministrationen og erhverv.
- Komsomolskij - det ældste distrikt, bygget til dæmningsarbejderne.

## Økonomi
Byen kendes hovedsaglig for produktionen af Lada biler, der indledtes i 1970 i samarbejde med Fiat S.p.a., fra 2001 indledte AvtoVAZ et samarbejde med GM. I 2008 købte Renault-Nissan 25 % af aktierne i AvtoVAZ, og i 2012 oprettede Renault-Nissan Alliance Rostec Auto BV, der i dag ejer 76,25% af aktierne i AvtoVAZ. Siden starten i 1970 har AvtoVAZ produceret mere end 28 millioner biler, og er dermed den største bilproducent i Rusland og Østeuropa og en af de største i verden med over 140 km af produktionslinje.
Takket være sin gunstige beliggenhed nær kommunikationslinjer, vand, olie – og gasledninger er der megen anden industri i Toljatti. Baseret på gas og olie findes en kemisk industri:
TolyattiAzot (Ruslands største ammoniakværk), KuybyshevAzot (kvælstofgødning), Fosfor (fosfater, sæbe mv.). Desuden er andre industrier repræsenteret: elektroteknik, byggematerialer, skibsreparation.
Toljatti og den nærliggende Samara får vedvarende energi fra Volga-vandkraftværket ved Toljatti.

## Transport
Volgafloden er vigtig for transporten af varer i Toljattis havn, der er jernbaneforbindelser til hele Rusland, to busterminaler og en international lufthavn (Kurumoch) 95 kilometer væk i nærheden af Samara. Lokaltransporten klares af busser, trolleybusser, marshrutkas og privat biltrafik, som i Toljatti kan medføre trafikpropper.

## Kultur, uddannelse og sport
På grund af oversvømmelsen i forbindelse med dæmningsbyggeriet forsvandt de fleste gamle mindesmærker. Det har man rådet bod på ved at anlægge Pobeda Park i Avtozavodsky distriktet, og bystyret har bygget monumenter- over Vasilij Tatishev og en af de største ortodokse katedraler i verden – Preobradshensky Cobor – bygget i 2003.
Uddannelse repræsenteres af over 100 offentlige og ti private skoler samt adskillige højere læreanstalter. Mest kendte er:
- Toljatti Statsuniversitet
- Tatishev Universitet ved Volga
- Toljatti Stats Service Universitet
- Toljatti management Akademi.

I sovjettiden lagde man megen vægt på sport, og Toljatti var hjemsted for mange klubber og en olympisk mester, Alexei Nemov. Byen har gymnastik arenaer, svømmestadions, skøjtehal, fodboldstadion, håndboldhaller og en racerbane. Kendte klubber er:
Lada Toljatti håndbold, Ishocky Klub Toljatti, Lada Toljatti fodbold m.fl.

## Venskabsbyer
Toljatti er venskabsby med:
| - Kazanlak, Bulgarien - Luoyang, Kina | - Wolfsburg, Tyskland - Nagykanizsa, Ungarn | - Flint, USA |